# Франкенхайм
Франкенхайм (нем. Frankenheim/Rhön) — община в Германии, в земле Тюрингия. 
Входит в состав района Шмалькальден-Майнинген. Подчиняется управлению Хоэ Рён.  Население составляет 1202 человека (на 31 декабря 2010 года). Занимает площадь 9,11 км².

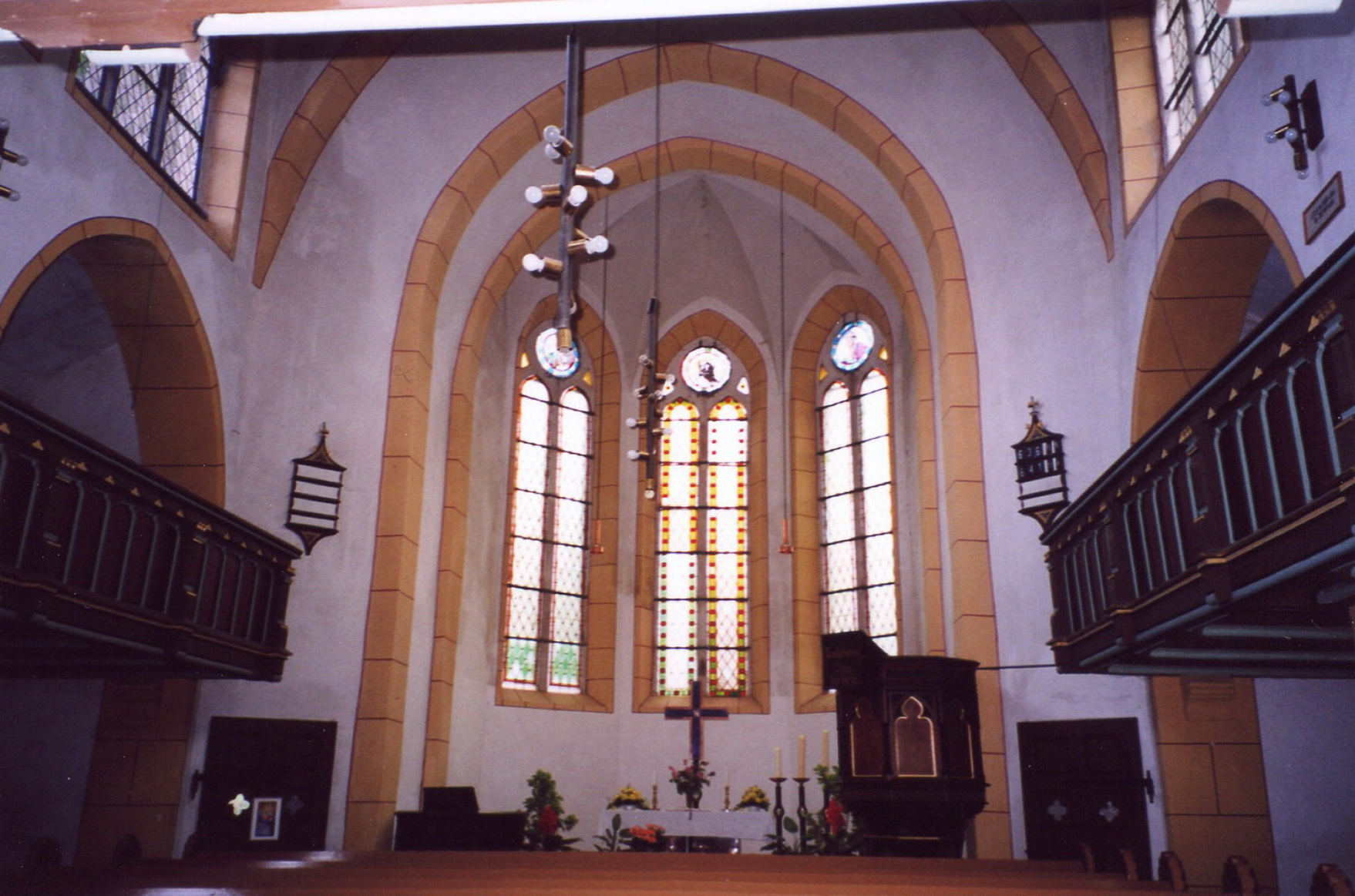
Церковь